# Stadtsteinach
Stadtsteinach är en stad i Landkreis Kulmbach i Regierungsbezirk Oberfranken i förbundslandet Bayern i Tyskland. Stadtsteinach, som för första gången omnämns i ett dokument från år 1151, har cirka 3 200 invånare.
Staden ingår i kommunalförbundet Stadtsteinach tillsammans med kommunen Rugendorf.